# Бесов (хутор)
Бесов — хутор в Киквидзенском районе Волгоградской области России, в составе Чернореченского сельского поселения.
Население - 32 (2010)

## История
Согласно алфавитному списку населённых мест Области Войска Донского 1915 года земельный надел хутора составлял 500 десятин, на хуторе проживали 99 мужчин и 90 женщин. Хутор обслуживало Секачёвское почтовое отделение (хутор Секачи).
В 1928 году хутор был включен в состав Даниловского района Камышинского округа (упразднён в 1930 году) Нижне-Волжского края (с 1934 года - Сталинградский край). Хутор относился ко 2-му Каменскому сельсовету. В январе 1935 года 2-й Каменский сельсовет был передан в состав Мачешанского района Сталинградского края (с 1936 года - Сталинградская область). В 1953 году Хомутовский, Петровский, Второкаменский и Астаховский сельсоветы были объединены в один Хомутовский сельский совет (впоследствии переименован в Чернореченский сельсовет), центр хутор Чернолагутинский.
В 1959 году Мачешанский район был упразднён, территория передана в состав Еланского района. Решением Волгоградского облисполкома от 18 января 1965 года № 2/35 в результате разукрупнения Еланского района был образован Киквидзенский район, хутор Бесов, как и другие населённые пункты Чернореченского сельсовета, был включён в состав Киквидзенского района.

## География
Хутор находится на юго-востоке Киквидзенского района в пределах Хопёрско-Бузулукской равнины, являющейся южным окончанием Окско-Донской низменности, на реке Чёрной (левый приток реки Бузулук), на высоте около 110 метров над уровнем моря. Почвы — чернозёмы обыкновенные и чернозёмы южные.
По автомобильным дорогам расстояние до областного центра города Волгоград составляет 330 км, до районного центра станицы Преображенской — 35 км, до хутора Чернолагутинский - 4,8 км.
Часовой пояс
Бесов, как и вся Волгоградская область, находится в часовой зоне МСК (московское время). Смещение применяемого времени относительно UTC составляет +3:00.

## Население
Динамика численности населения по годам:
| 1915 | 1987 |
| ---- | ---- |
| 189  | ≈100 |

| 2010 |
| ---- |
| 32   |